# Coryphantha longicornis
Coryphantha longicornis är en kaktusväxtart som beskrevs av Boed.. Coryphantha longicornis ingår i släktet Coryphantha, och familjen kaktusväxter. Inga underarter finns listade i Catalogue of Life.